# 墨西哥武裝部隊
墨西哥武装部隊（西班牙語：Fuerzas Armadas de México）為中美洲国家墨西哥合眾國國防武裝部隊，现役部队約19万人，預备役30万人，另有民兵1.4万人。实行义务兵役制，同时招募志愿兵，义务兵服役期为1年，志愿兵服役期为3-9年。总统通过国防部和海军部对全国武力实施领导，国防部长和海军部长经总统任命，由现役四星上将担任。
陸軍沒有主戰坦克而是以裝甲車和砲兵為主，海軍以3艘驅逐艦和8艘巡防艦為主力，另有百艘巡邏艇和9000人的海軍陸戰隊，空軍則有10架F-5戰機和80架直升機、35架運輸機。大致上屬於消極防禦的軍事規模，與北方鄰國的美軍軍力相比落差極大，所以並非以對抗思維建軍，而是以存在為主同時配合反毒和反走私作戰。

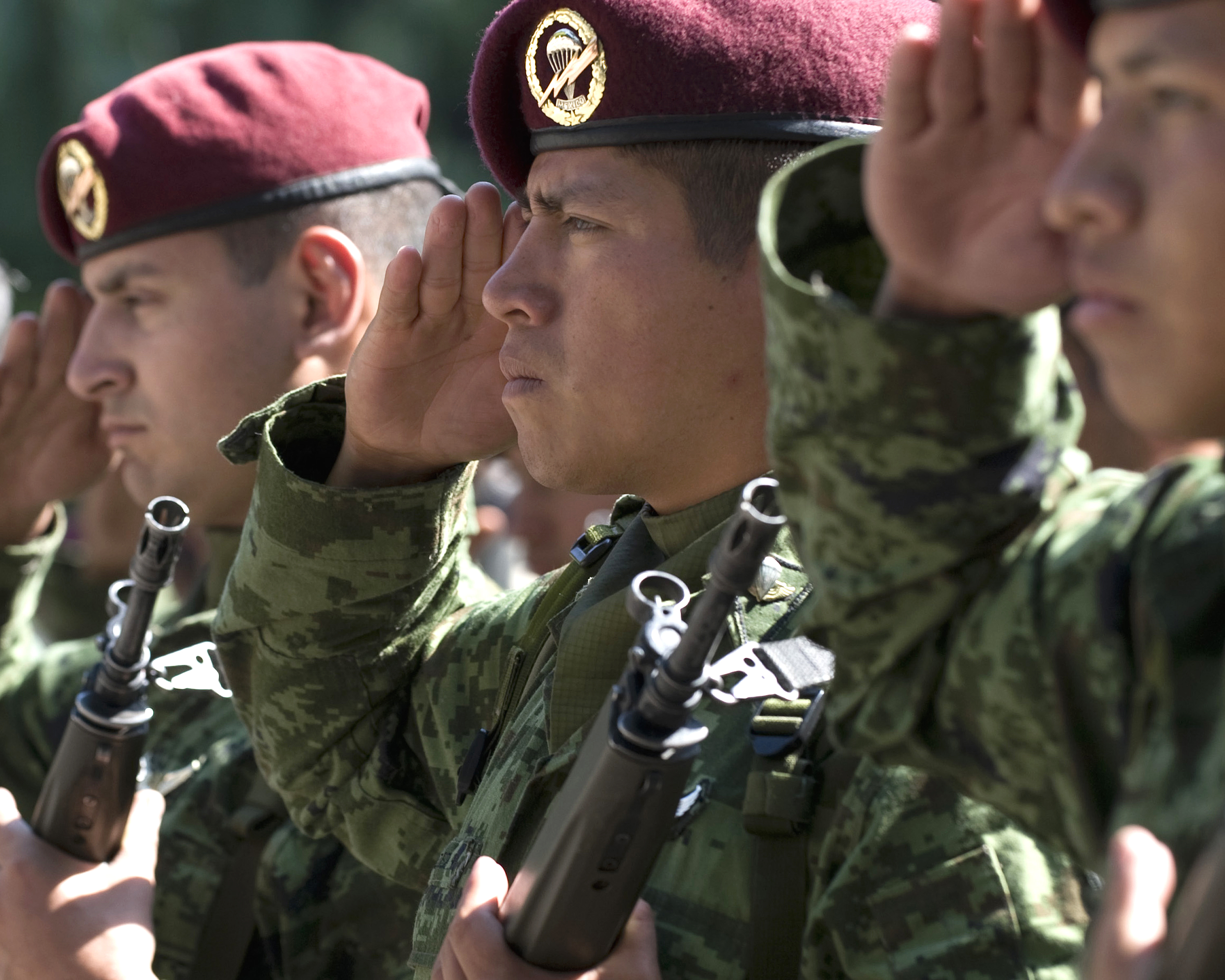
墨軍傘兵
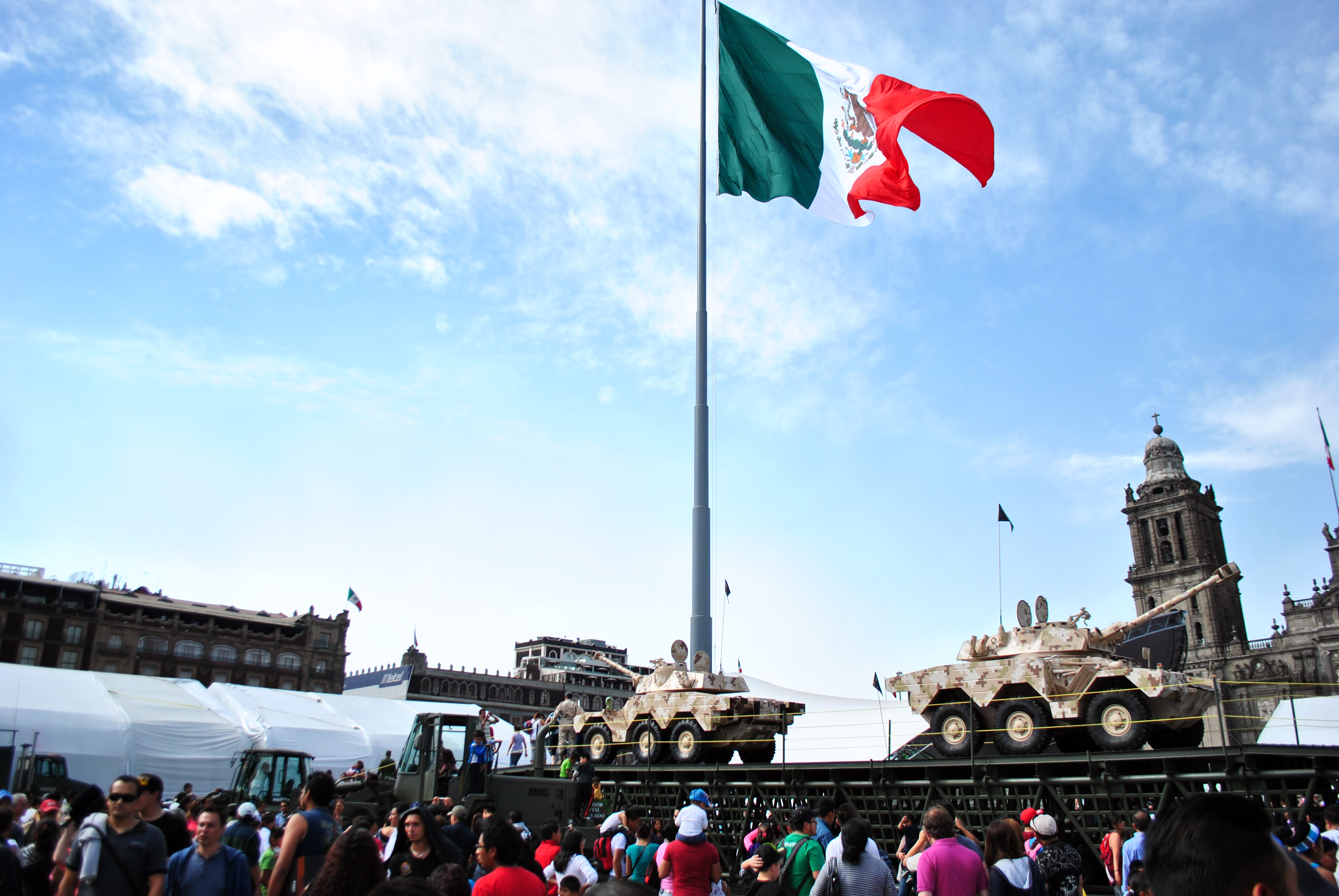
墨軍裝甲兵
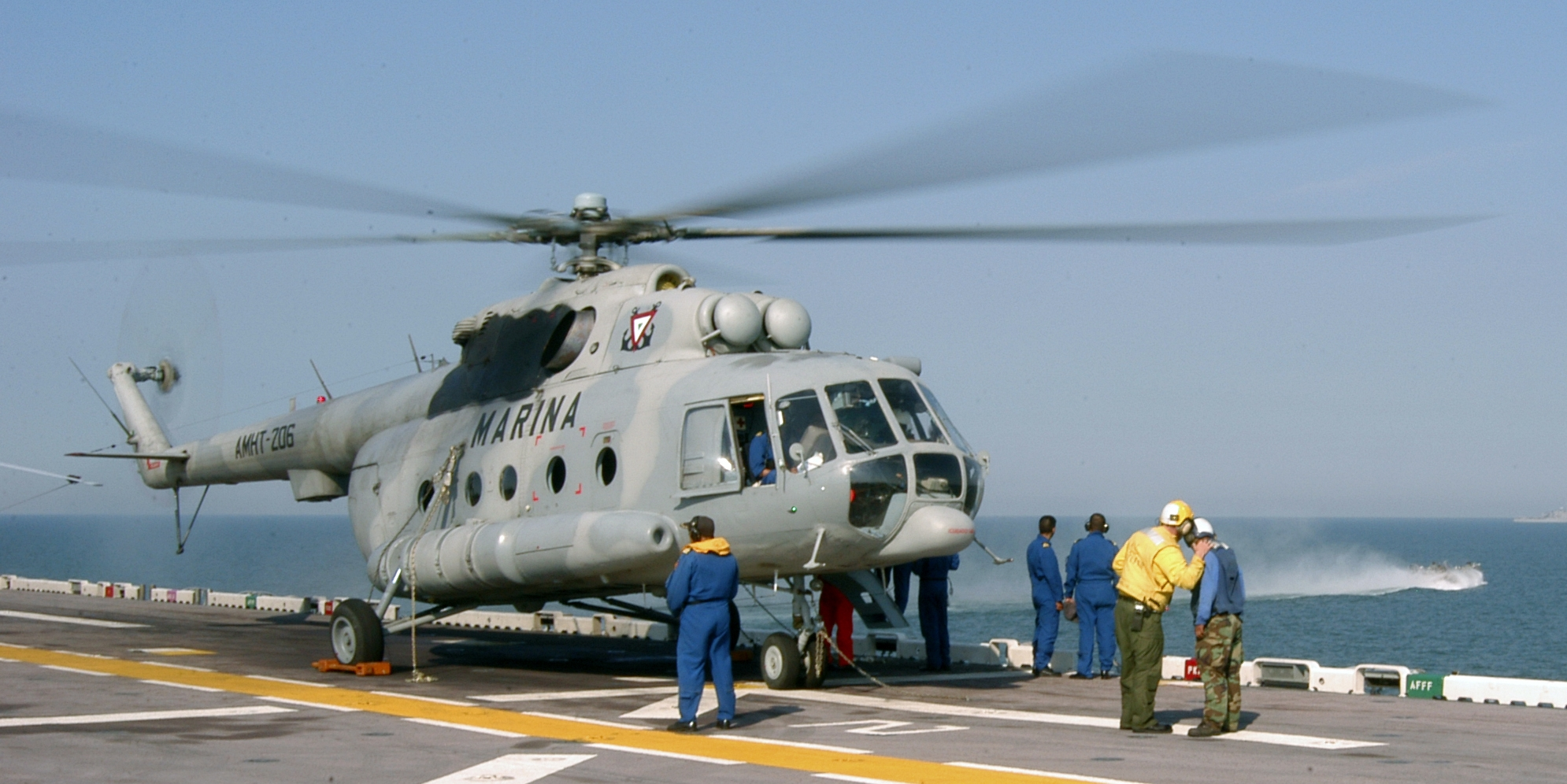
海軍陸戰隊使用的MI-17
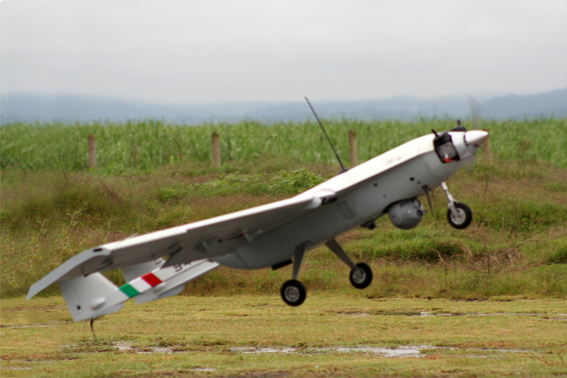
S4無人機
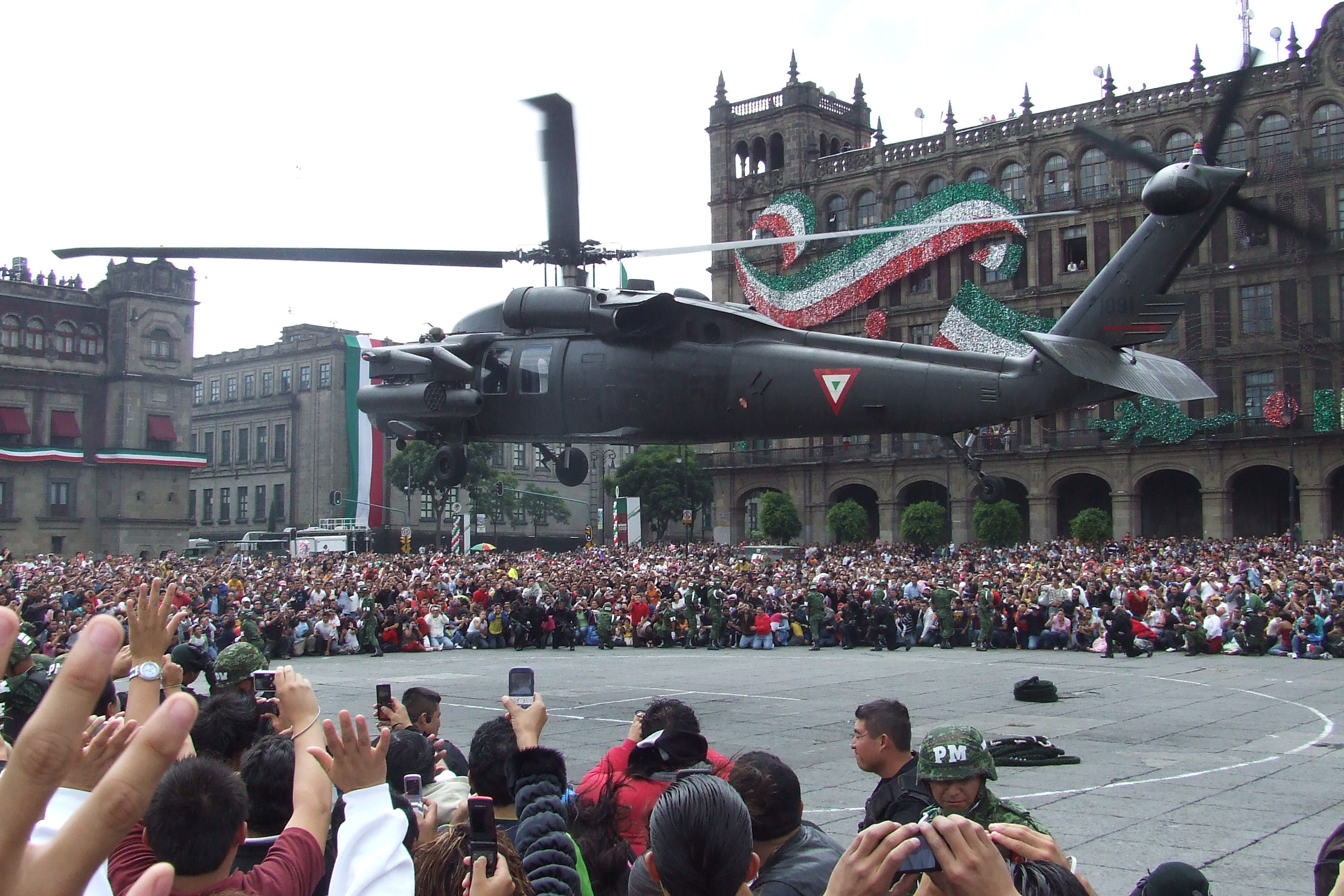
UH-60
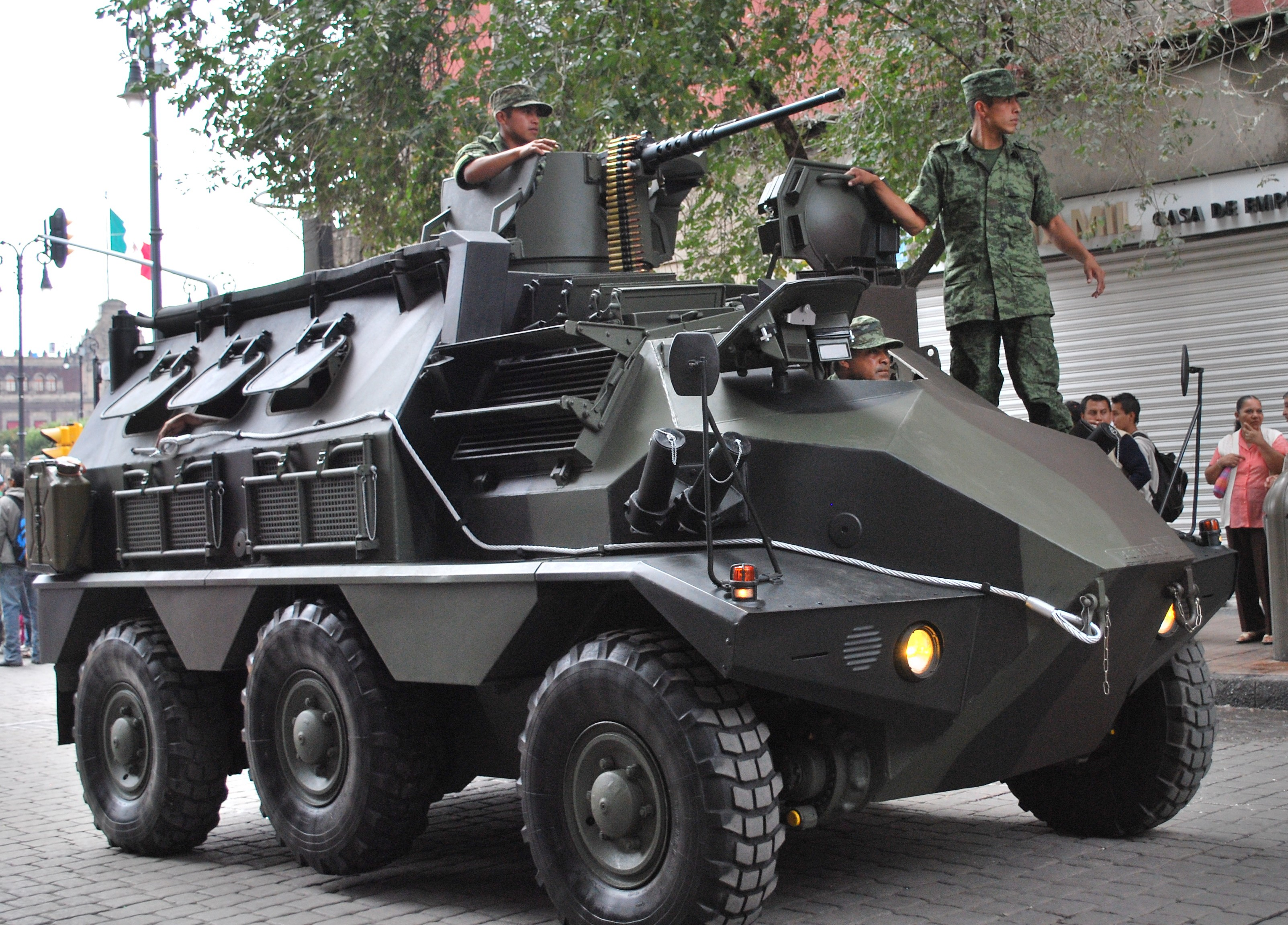
VCRTT甲車
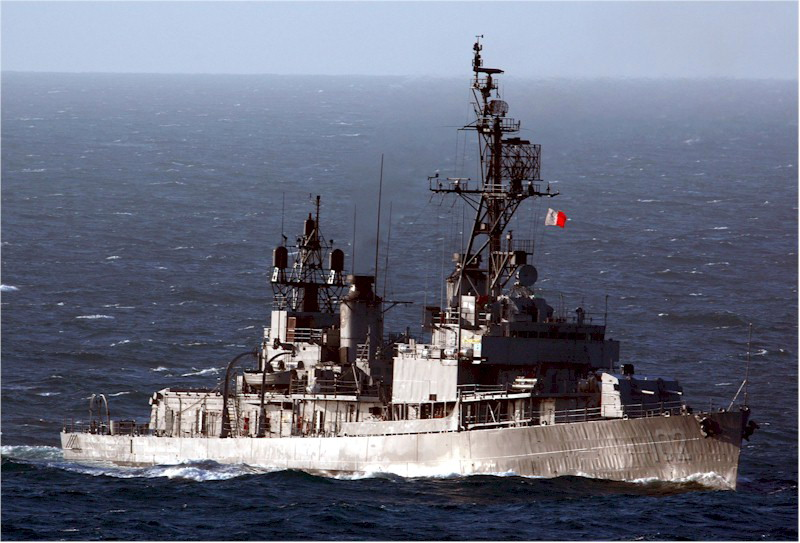
Gearing級驅逐艦為二戰末期美造，後售與墨西哥
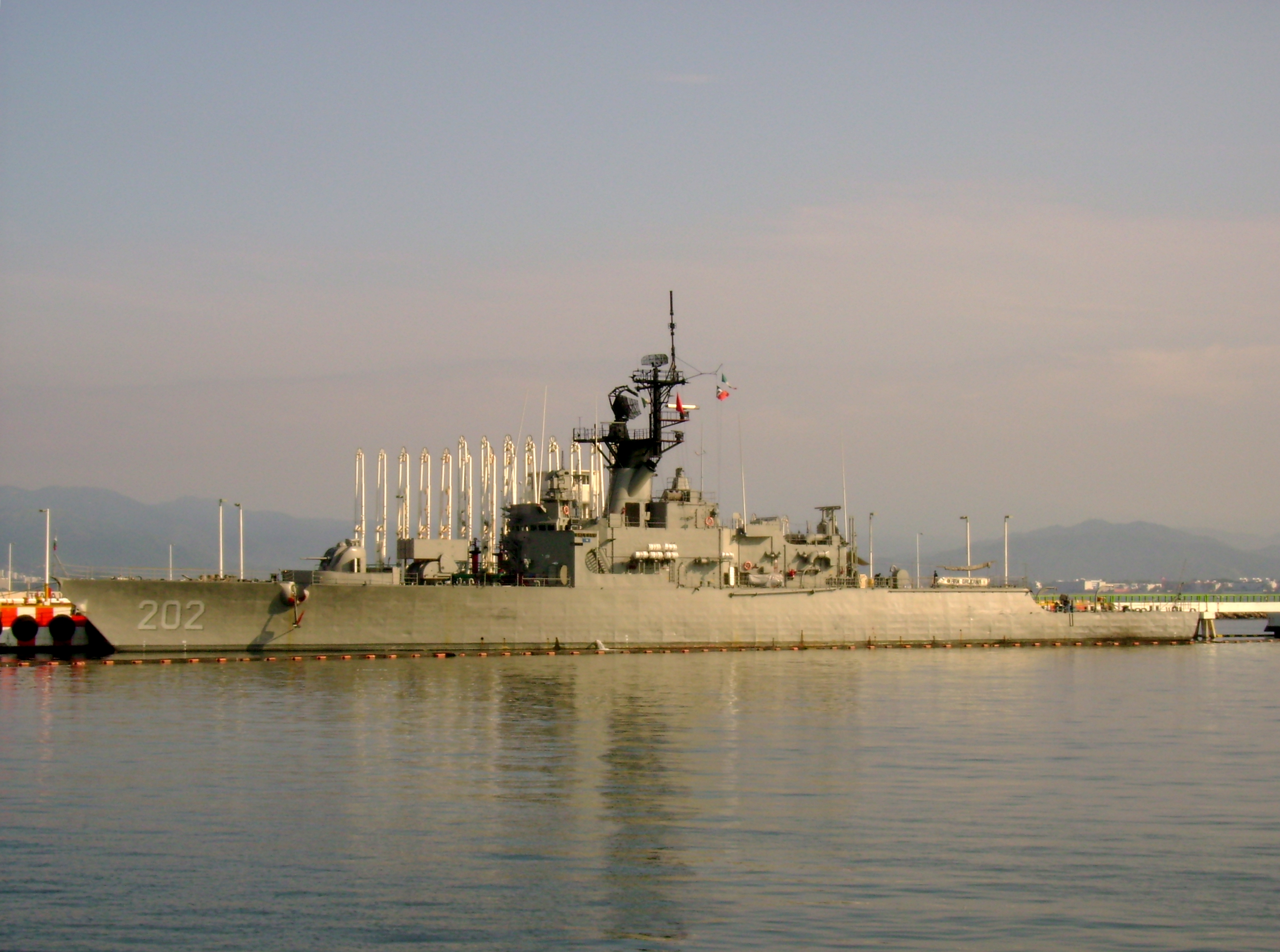
Bravo級巡防艦